# Prognichthys sealei
Prognichthys sealei är en fiskart som beskrevs av Abe, 1955. Prognichthys sealei ingår i släktet Prognichthys och familjen Exocoetidae. IUCN kategoriserar arten globalt som livskraftig. Inga underarter finns listade i Catalogue of Life.